# Diana’s Peak

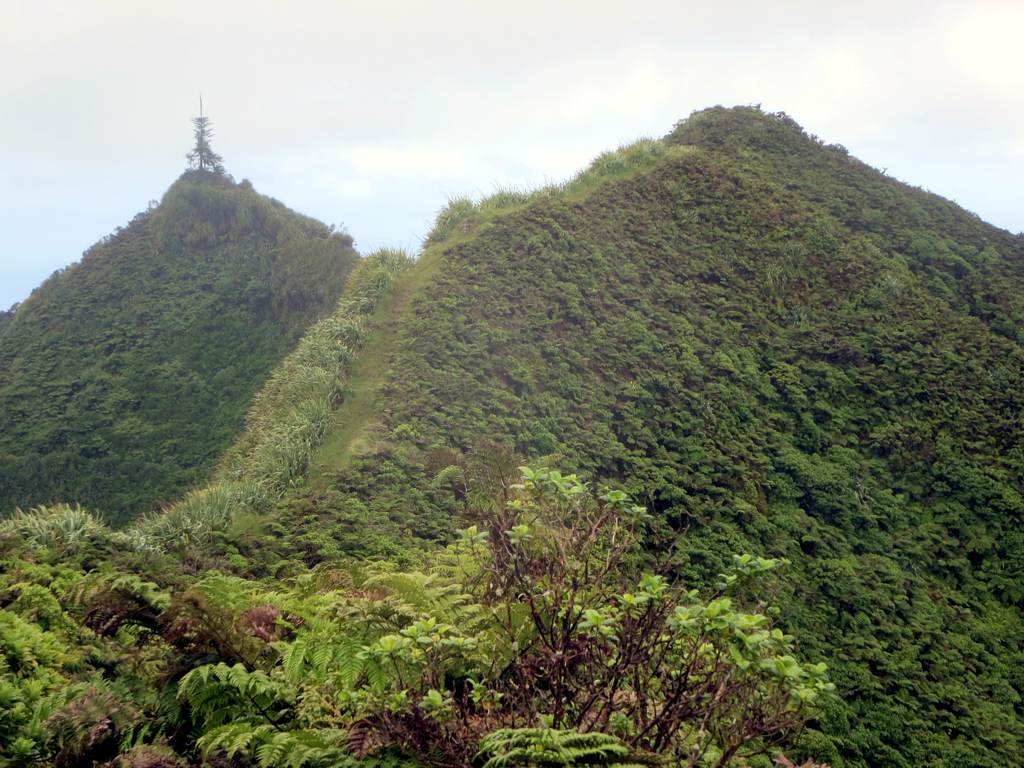
Diana’s Peak (rechts)

Der Diana’s Peak auf der Insel St. Helena ist mit einer Höhe von 818 m der höchste Berg der Insel. Er ist vulkanischen Ursprungs und liegt im Distrikt Sandy Bay.
Die Herkunft des Namens ist nicht eindeutig geklärt, könnte aber mit Diana, der Göttin der Jagd in Zusammenhang stehen. Bereits auf portugiesischen Landkarten des 17. Jahrhunderts tauchte der Name Pico de Diana auf.
Die umliegenden Gipfel des Mount Actaeon und Cuckold Point sind annähernd so hoch. Er gilt als einer der Sieben Wunder von St. Helena.
Der Berg liegt im „The Peaks National Park“ (von 1996 bis 2013 Diana’s Peak National Park), einem 1993 proklamierten Nationalpark auf der Insel. Er ist 0,47 Quadratkilometer groß. In ihm finden sich seltene und bedrohte Pflanzen. Auch die inzwischen ausgestorbenen Arten Acalypha rubrinervis, Nesiota elliptica und Wahlenbergia roxburghii kamen hier vor. Zusätzlich wurden auf den Gipfeln fast 400 wirbellose Tierarten registriert, von denen über die Hälfte endemisch sind.